# Leptogorgia cardinalis
Leptogorgia cardinalis är en korallart som först beskrevs av Bayer 1961.  Leptogorgia cardinalis ingår i släktet Leptogorgia och familjen Gorgoniidae. Inga underarter finns listade i Catalogue of Life.